# 比尔 (默兹省)
比尔（法語：Bure，法語發音：[byʁ] ⓘ）是法国默兹省的一个市镇，属于巴勒迪克区。

## 地理
比尔（48°30'17"N, 5°21'24"E）面积18.39 平方千米，位于法国大東部大區默兹省，该省份为法国西北部内陆省份，北与比利时接壤，西接马恩省和阿登省，南至上马恩省和孚日省，东临默尔特-摩泽尔省。
与比尔接壤的市镇（或旧市镇、城区）包括：奥尔努瓦地区锡尔方丹、日约梅、索德龙、巴鲁瓦地区芒德尔、索河畔蒙捷、里博库尔。

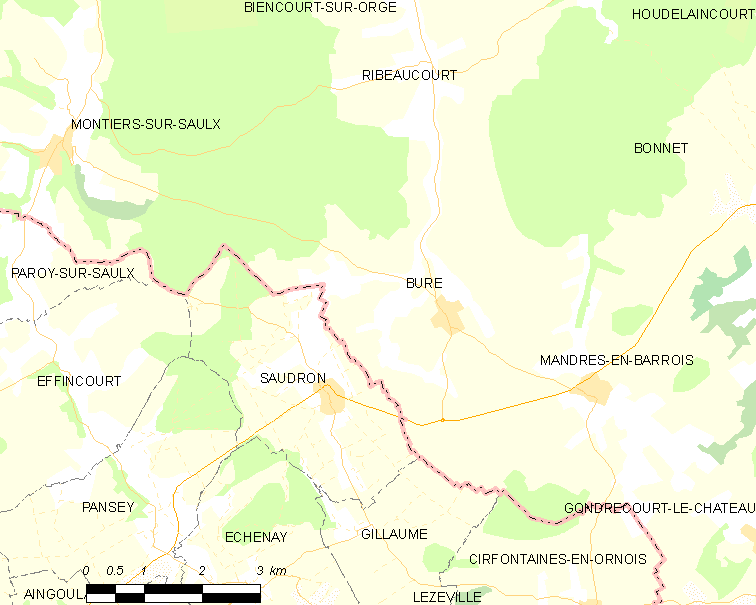
的OSM定位图

比尔的时区为UTC+01:00、UTC+02:00（夏令时）。

## 行政
比尔的邮政编码为55290，INSEE市镇编码为55087。

## 政治
比尔所属的省级选区为利尼昂巴鲁瓦县。

## 人口

1962-2008年间人口变化图示

比尔于2022年1月1日时的人口数量为88人。